# فرودگاه مولوکای
فرودگاه مولوکای (به انگلیسی: Molokai Airport) یک فرودگاه همگانی بهره‌برداری هوایی با کد یاتا MKK است که یک باند فرود آسفالت دارد و طول باند آن ۱۳۷۰ متر است. این فرودگاه در کشور ایالات متحده آمریکا قرار دارد و در ارتفاع ۱۳۸ متری از سطح دریا واقع شده‌است.